# Salma Hayeková
Salma Valgarma Hayeková Pinaultová (rodným příjmením Hayek Jiménez, * 2. září 1966 Coatzacoalcos, Veracruz) je mexická a americká herečka, režisérka a filmová producentka. Hereckou kariéru zahájila v Mexiku. Během 90. let dosáhla mezinárodní známosti rolemi v amerických filmech jako Desperado (1995), Od soumraku do úsvitu (1996), Wild Wild West (1999) a Dogma (1999). 
Za výkon v životopisném filmu Frida (2002) byla jako první mexická herečka nominovaná na Oscara za nejlepší hlavní herečku. Během kariéry obdržela i více nominací na anticenu Zlatá malina.
Je považována za jednu z nejúspěšnějších hollywoodských hereček latinskoamerického původu. Magazín Time ji roku 2023 zařadil na seznam 100 nejvlivnějších lidí světa. Opakovaně ztvátnila role svérázných a přitažlivých žen. Objevila se na obálkách severoamerických mutací Elle, Variety, britského Vogue a jako 58letá ve Sports Illustrated Swimsuit Issue. V roce 2009 se vdala za francouzského podnikatale Françoise-Henriho Pinaulta, s nímž má dceru.

## Herecká kariéra
Hereckou kariéru započala koncem 80. let v Mexiku, když ztvárnila titulní roli v telenovele Teresa (1989–1991). Po skončení seriálu se odstěhovala do Los Angeles za účelem rozvinout své role ve filmech. Vzhledem k dyslexii i limitovaným znalostem angličtiny musela pravidelně navštěvovat lekce tohoto jazyka.

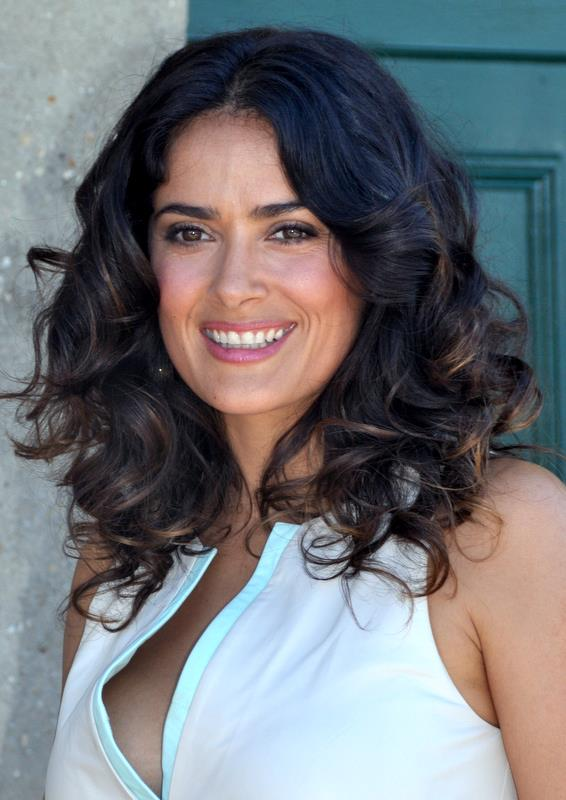
Hayeková na festivalu amerického filmu v Deauville (2012)

Rok 1995 znamenal zlom v její kariéře. Kromě toho, že ztělesnila vedlejší roli v thrilleru Jako štvaná zvěř (1995) se Cindy Crawford a Williamem Baldwinem, režisér Robert Rodriguez ji po boku Antonia Banderase obsadil do hlavní role akčního filmu Desperado (1995), který se dočkal komerčního úspěchu. S Rodriguezem si spolupráci zopakovala již o rok později menší roli exotické tanečnice v hororu Od soumraku do úsvitu (1996). 
Roku 1997 se po boku Matthewa Perryho objevila v romantické komedii Jen blázni spěchají, o dva roky později se hrála v satire na náboženství Kevina Smitha Dogma a westernové komedií po boku Willa Smitha či Kevina Klinea Wild Wild West. Zatímco Dogma si připsala pozitivní ohlasy od kritiků i diváků, druhý zmíněný film se stal propadákem, i vzhledem k tomu, že se jednalo o jeden z nejdražších filmů své doby. Za oba snímky byla nominována na Zlatou malinu.
Kromě béčkových filmů byla začátkem milénia obsazena do malé role v oscarovém dramatu Traffic – nadvláda gangů (2000). Roku 2002 získala hlavní roli mexické surrealistické malířky Fridy Kahlo ve filmu Frida. O tuto roli projevila zájem již o několik let dříve, neboť byla obdivovatelkou jejího díla. Za svůj herecký výkon se dočkala vřelého přijetí a nominace na cenu Akademie i Zlatý Glóbus. V roce 2003 opět spolupracovala s Rodriguezem a Banderasem, a to hned na dvou filmech. Akční Tenkrát v Mexiku je sequelem Desperada, menší roli dostala i v rodinné komedii Spy Kids 3-D: Game Over.

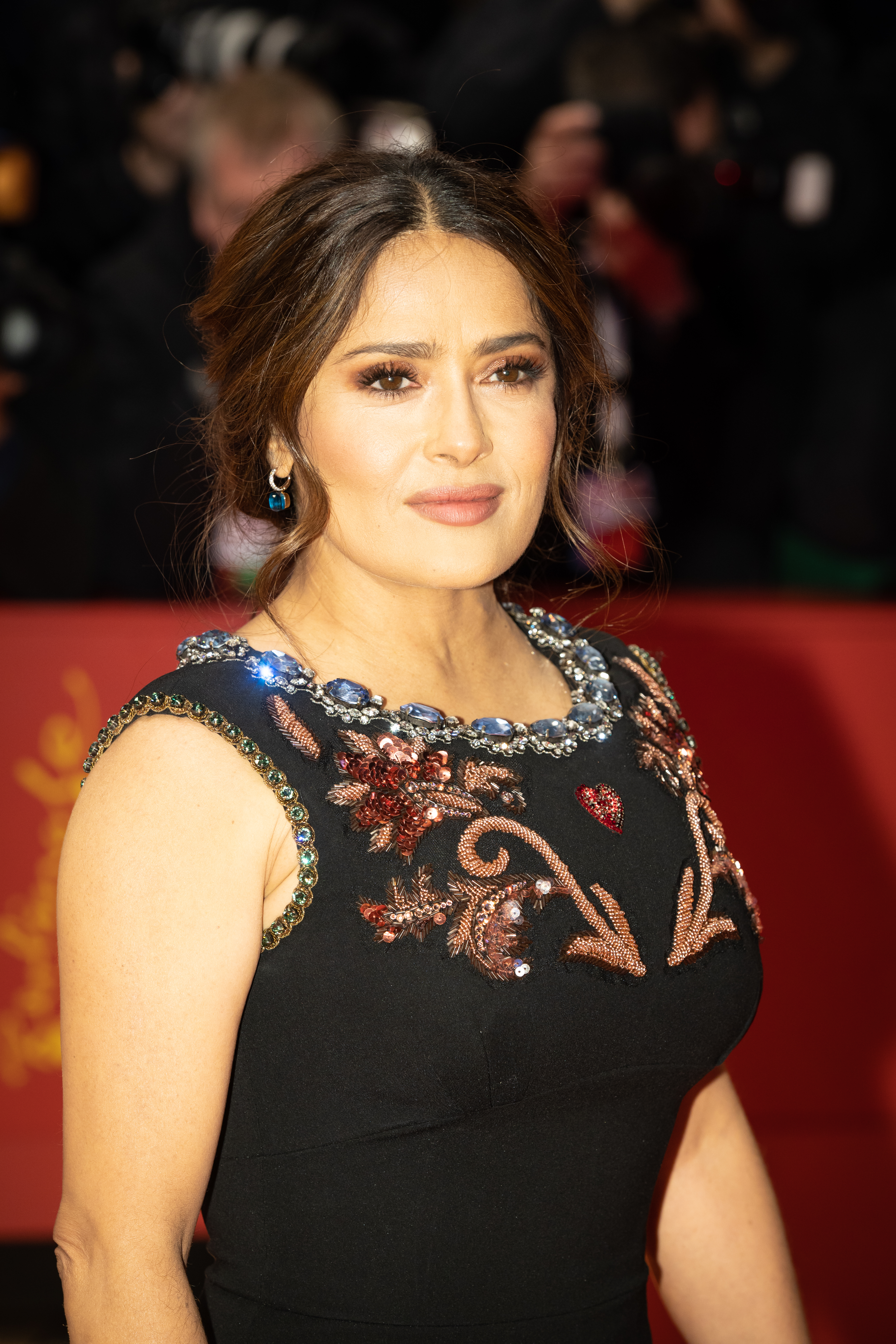
Hayeková na Berlinale (2020)

Hlavní role hrála v kriminální komedii  Když se setmí (2004), kde se objevila po boku Pierce Brosnana. Vedle Johna Travolty pak v krimi filmu Zabijáci osamělých srdcí (2006) či westernu Bandidas (2006), v němž vytvořila ústřední dvojici se španělskou herečkou Penélope Cruzovou. Obsazena byla do komedie s Adamem Sandlerem Machři (2010) a jejího pokračování Machři 2 (2013) či animovaný film Kocour v botách (2010). Dále se objevila v thrilleru Olivera Stonea Divoši (2012) či s Brosnanem a Jessicou Albou v romantické komedii Láska po anglicku (2014).
Ztvárnila také svéráznou nájemnou vražedkyni v akčních komediích Zabiják & bodyguard a Zabijákova žena & bodyguard (2020) či opět namluvila jednu z protagonistek animovaného filmu Kocour v botách: Poslední přání (2022). Zahrála si i v dramatu Martina Scorseseho Klan Gucci (2021). Díky hlavní postavě ve filmu Eternals (2021) se zapojila i do Marvel Cinematic Universe.

## Soukromý život
Narodila se do katolické rodiny, operní zpěvačce španělského původu a mexicko-libanonskému podnikateli. V dětství jí byla diagnostikována dyslexie. Roku 2011 přiznala, že v dětství nakrátko ilegálně imigrovala do USA. Na univerzitě studovala obor mezinárodní vztahy.  
Účastní se charitativní činnosti proti násilí na ženách a diskriminaci přistěhovalců. Aktivně se tak věnuje meditaci.
Dne 14. února 2009 se v Paříži provdala za francouzského podnikatele a miliardáře Françoise-Henriho Pinaulta. Do vztahu se během září 2007 v Los Angeles narodila dcera Valentina Paloma Pinaultová.

## Filmografie

### Film
| Rok  | Název                           | Role                    | Poznámky                 |
| ---- | ------------------------------- | ----------------------- | ------------------------ |
| 1993 | Mi Vida Loca                    | Gata                    |                          |
| 1993 | Ulička zázraků                  | Alma                    |                          |
| 1995 | Desperado                       | Carolina                |                          |
| 1995 | Jako štvaná zvěř                | Rita                    |                          |
| 1996 | Od soumraku do úsvitu           | Santanico Pandemonium   |                          |
| 1996 | Follow Me Home                  | Betty                   |                          |
| 1996 | Vzali roha                      | Cora                    |                          |
| 1997 | Jen blázni spěchají             | Isabel Fuentes          |                          |
| 1997 | Rozchod                         | Monica                  |                          |
| 1997 | Sistole Diastole                | Carmelita               |                          |
| 1998 | Klub 54                         | Anita                   |                          |
| 1998 | Dva na jednoho                  | Mary                    |                          |
| 1998 | Fakulta                         | sestra Harper           |                          |
| 1999 | Dogma                           | Serendipity             |                          |
| 1999 | Plukovníkovi nemá kdo psát      | Julia                   | španělský dabing         |
| 1999 | Wild Wild West                  | Rita Escobar            |                          |
| 2000 | Časový kód                      | Rose                    |                          |
| 2000 | Prožij to naplno!               | Lola                    |                          |
| 2000 | Řetěz bláznů                    | seržantka Meredith      |                          |
| 2000 | Traffic – nadvláda gangů        | Rosario                 |                          |
| 2001 | Hotel                           | Charlee                 |                          |
| 2002 | Frida                           | Frida Kahlo             | také producentka         |
| 2003 | Spy Kids 3-D: Game Over         | Francesca               |                          |
| 2003 | Tenkrát v Mexiku                | Carolina                |                          |
| 2003 | V-Day: Until the Violence Stops | Samu sebe               | dokument                 |
| 2004 | Když se setmí                   | Lola                    |                          |
| 2006 | Zeptej se prachu                | Camilla Lopez           |                          |
| 2006 | Bandidas                        | Sara Sandoval           |                          |
| 2006 | Zabijáci osamělých srdcí        | Martha Beck             |                          |
| 2007 | Napříč vesmírem                 | zdravotní sestrička     |                          |
| 2009 | Upírův pomocník                 | Madame Truska           |                          |
| 2010 | Machři                          | Roxanne                 |                          |
| 2011 | Kocour v botách                 | Čiči tlapička (hlas)    |                          |
| 2011 | Americano                       | Lola                    |                          |
| 2011 | La chispa de la vida            | Luisa                   |                          |
| 2012 | Piráti!                         | Lizz (hlas)             |                          |
| 2012 | Divoši                          | Elena                   |                          |
| 2012 | Profesor v ringu                | Bella Flores            |                          |
| 2013 | Machři 2                        | Roxanne                 |                          |
| 2014 | A zase ti Mupeti!               | Samu sebe               |                          |
| 2014 | Prorok                          | Kamilla (hlas)          | také producentka         |
| 2014 | Everly                          | Everly                  |                          |
| 2014 | Láska po anglicku               | Olivia                  |                          |
| 2015 | Pohádka pohádek                 | Královna z Longtrellisu |                          |
| 2015 | Septembers of Shiraz            | Farnez                  | také výkonná producentka |
| 2016 | Buchty a klobásy                | Theresa del Taco (hlas) |                          |
| 2017 | Večeře s Beatriz                | Beatriz                 |                          |
| 2017 | Milovník po přechodu            | Sara                    |                          |
| 2017 | Zabiják a bodyguard             | Sonia                   |                          |
| 2018 | Operace kolibřík                | Eva Torres              |                          |
| 2019 | Rodiče na tahu                  | Nancy                   |                          |
| 2020 | Velké šéfky                     | Claire Luna             |                          |
| 2020 | The Roads Not Taken             | Dolores                 |                          |
| 2021 | Blaženost                       | Isabel                  |                          |
| 2021 | Zabijákova žena & bodyguard     | Sonia                   |                          |
| 2021 | Eternals                        | Ajak                    |                          |
| 2021 | Klan Gucci                      | Pina Auriemma           |                          |
| 2022 | Kocour v botách: Poslední přání | Čiči tlapička (hlas)    |                          |
| 2023 | Bez kalhot: Poslední tanec      | Maxandra Mendoza        |                          |

### Televize
| Rok       | Název                | Role               | Poznámky                              |
| --------- | -------------------- | ------------------ | ------------------------------------- |
| 1988      | Un Nuevo Amanecer    | Fabiola            |                                       |
| 1989–1991 | Teresa               | Donna              |                                       |
| 1992      | Dream On             | Carmela            | díl: „Domestic Bliss“                 |
| 1993      | The Sinbad Show      | Gabriela Contreras | vedlejší role                         |
| 1994      | Rychlá kola          | Donna              | TV film                               |
| 1994      | El vuelo del águila  | Juana Cata         |                                       |
| 1997      | Zvoník od matky boží | Esmeralda          | TV film                               |
| 1997      | Gente Bien           | Teresa             |                                       |
| 2001      | V čase motýlů        | Juana Cata         | také producentka, TV film             |
| 2003      | Zázrak v San Ramos   |                    | režisérka, TV film                    |
| 2003      | Saturday Night Live  | Samu sebe          | díl: „Salma Hayek/Christina Aguilera“ |
| 2006–2010 | Ošklivka Betty       | Sofia Reyes        | také producentka                      |
| 2009–2013 | Studio 30 Rock       | Elisa Pedrera      | 7 dílů                                |

### Hudební videa
| Rok  | Název             | Poznámky  |
| ---- | ----------------- | --------- |
| 2005 | „Te Amo Corazon“  | režisérka |
| 2011 | „Nada Se Compara“ | režisérka |